# Contea di Walsh
La contea di Walsh in inglese Walsh County è una contea dello Stato del Dakota del Nord, negli Stati Uniti. La popolazione al censimento del 2000 era di 12.389 abitanti. Il capoluogo di contea è Grafton.
La contea di Walsh fu creata dalla legislatura territoriale del 1881 e organizzata il 30 agosto 1881 utilizzando territori settentrionali della contea di Grand Forks e dalle parti meridionali della contea di Pembina. È chiamata in onore di George H. Walsh (1845-1913), giornalista e politico a Grand Forks. Grafton divenne il capoluogo della contea nel 1881.

## Geografia fisica

### Territorio
L'U.S. Census Bureau certifica che l'estensione della contea è di 3.351 km², dei quali 31 km² (0,9%) sono coperti d'acqua.

#### Contee confinanti
- Contea di Pembina (nord)
- Contea di Kittson, Minnesota (est)
- Contea di Marshall, Minnesota (est)
- Contea di Grand Forks (sud)
- Contea di Nelson (sud-ovest)
- Contea di Ramsey (ovest)
- Contea di Cavalier (nord-ovest)

#### Parchi nazionali
- Ardoch National Wildlife Refuge

## Società

### Evoluzione demografica

#### Censimento del 2000
A partire dal censimento del 2000, c'erano 12.389 persone, 5.029 nuclei famigliari e 3.319 famiglie residenti nella contea. La densità di popolazione era di 10 persone per miglio quadrato (4 / km²). C'erano 5.757 unità abitative con una densità media di 4 per miglio quadrato (2 / km²). La composizione razziale della contea era per il 94,86% bianco, 0,33% nero o afroamericano, 1,02% di nativi americani, 0,19% di asiatici, 0,02% di isole del Pacifico, 2,51% di altre razze e 1,07% di due o più razze. Il 5,65% della popolazione era ispanica o latina. Il 39,7% era di origine norvegese, il 14,6% tedesco, l'8,7% polacco e l'8,0% di origine ceca.
Ci sono stati 5.029 nuclei familiari, di cui il 30,60% ha figli con meno di 18 anni che vivono con loro, il 55,10% era costituito da coppie sposate, il 7,50% aveva un capofamiglia senza marito e il 34,00% erano soli. Il 31.30% di tutte le famiglie era composto da individui e il 15.20% aveva una persona che viveva da sola e che aveva 65 anni o più. La dimensione media della famiglia era 2,39 e la dimensione media della famiglia era di 3,00 individui.
Nella contea, la popolazione era distribuita con il 24,90% sotto i 18 anni, il 6,50% dai 18 ai 24, il 25,00% dal 25 al 44, il 24,20% tra i 45 ei 64 anni e il 19,30% con 65 anni o più . L'età media era di 41 anni. Per ogni 100 femmine c'erano 100 maschi. Per ogni 100 femmine di età compresa tra 18 e oltre, c'erano 96.90 maschi.
Il reddito medio per una famiglia nella contea era $ 33,845, e il reddito medio per una famiglia era $ 41,619. I maschi avevano un reddito medio di $ 28.080 contro $ 19.961 per le femmine. Il reddito pro capite per la contea era $ 16,496. Circa il 7,70% delle famiglie e il 10,90% della popolazione erano al di sotto della soglia di povertà, tra cui il 12,20% di quelli di età inferiore ai 18 anni e l'8,80% di quelli di età pari o superiore a 65 anni.

#### Censimento 2010
A partire dal censimento degli Stati Uniti del 2010, c'erano 11.119 persone, 4.746 nuclei famigliari e 3.021 famiglie residenti nella contea. La densità di popolazione era di 8,7 abitanti per miglio quadrato (3,4 / km²). C'erano 5.498 unità abitative con una densità media di 4,3 per miglio quadrato (1,7 / km²). La composizione razziale della contea era del 93,5% bianca, 1,5% indiana americana, 0,3% asiatica, 0,2% nera o afro-americana, 3,1% da altre razze e 1,3% da due o più eazze. Quelle di origine ispanica o latina costituivano l'8,7% della popolazione. In termini di ascendenza, il 39,7% era norvegese, il 21,6% era tedesco, l'11,0% polacco, il 9,4% irlandese, il 9,3% ceco, il 5,8% inglese e il 5,4% americano.
Delle 4.746 famiglie, il 25,9% aveva bambini di età inferiore ai 18 anni che vivevano con loro, il 52,4% erano coppie sposate che vivevano insieme, il 7,1% aveva una donna senza un marito, il 36,3% era non-famiglia e il 32,8% di tutte le famiglie erano fatti di individui. La dimensione media della famiglia era 2.27 e la dimensione media della famiglia era 2.88. L'età media era di 45 anni.
Il reddito medio per una famiglia nella contea era $ 44.139 e il reddito medio per una famiglia era $ 58,429. I maschi avevano un reddito medio di $ 36,934 contro $ 26,826 per le femmine. Il reddito pro capite per la contea era $ 23,829. Circa il 5,4% delle famiglie e il 9,9% della popolazione erano al di sotto della soglia di povertà, tra cui il 10,8% di quelli di età inferiore ai 18 anni e il 12,7% di quelli di età pari o superiore a 65 anni.

## Geografia antropica

### Suddivisioni amministrative

#### Città
- Adams
- Ardoch
- Conway
- Edinburg
- Fairdale
- Fordville
- Forest River
- Grafton (capoluogo)
- Hoople
- Lankin
- Minto
- Park River
- Pisek

#### Frazioni
- Acton
- Adams
- Ardoch
- Cleveland
- Dewey
- Dundee
- Eden
- Farmington
- Fertile
- Forest River
- Glenwood
- Golden
- Grafton
- Harriston
- Kensington
- Kinloss
- Lampton
- Latona
- Martin
- Medford
- Norton
- Oakwood
- Ops
- Perth
- Prairie Centre
- Pulaski
- Rushford
- St. Andrews
- Sauter
- Shepherd
- Silvesta
- Tiber
- Vernon
- Vesta
- Walsh Centre
- Walshville

#### Census-designated places
- Auburn
- Nash

#### Aree non incorporata
- Voss
- Warsaw

## Infrastrutture e trasporti

### Strade principali
- Interstate 29
- U.S. Highway 81
- North Dakota Highway 17
- North Dakota Highway 18
- North Dakota Highway 32
- North Dakota Highway 35